# Chùa Nghệ Sĩ
Chùa Nghệ sĩ (còn có tên Nhựt Quang Tự, Phật Quang Tự) là một ngôi chùa nằm ở số 116/6 đường Thống Nhất, phường 11, Gò Vấp, Thành phố Hồ Chí Minh.

## Đặc điểm
Ngôi chùa này có nghĩa trang dành riêng để an táng các nghệ sĩ cải lương của Việt Nam. Tính đến thời điểm cuối năm 2008, chùa đã có 546 ngôi mộ và hơn 500 lọ cốt. Những mộ nằm lâu năm sẽ được hoả táng đưa vào 2 tháp cốt trong sân chùa.
Chùa Nghệ sĩ có số Phật tử và người dân nhiều nơi đến cúng viếng nhiều hơn so với tất cả các ngôi chùa hiện có tại khu vực Hạnh Thông Tây vào những ngày vía, ngày rằm. Đặc biệt các ngày rằm tháng Giêng, tháng Bảy, tháng Mười được viếng thăm nhiều hơn.
Khách lễ chùa còn bao gồm các nghệ sĩ nhiều nơi, khi đến lễ họ có thể biểu diễn ca cải lương (trích đoạn tuồng), ca lẻ một cách không thù lao giúp chùa phục vụ khách khác. Chùa Nghệ sĩ có lẽ là chùa duy nhất tổ chức các buổi ca cải lương như vậy trong số các chùa khác ở Việt Nam.

## Lịch sử
Lịch sử của ngôi chùa có thể tính từ năm 1958, khi NSND Phùng Há xin được tiền để Hội Nghệ sĩ Ái hữu Tương tế mua đất nhằm làm nơi yên nghỉ cho những nghệ sĩ cải lương. Tuy nhiên khi mua được mảnh đất 6.080 m² thì lại để bỏ không gần 10 năm trời vì không có tiền xây chùa.
Năm 1969, bầu Năm Công (Lê Minh Công) thấy đất bỏ không nên quyết định xin Phùng Há cho dựng am để tu hành. 1970, am hoàn thành, lúc đó bầu Năm Công quyết định bán vì không còn tiền trả nợ. Bầu Xuân đồng ý mua lại am với giá tương đương gần 100 cây vàng. Từ đó, am được xây thành chùa và trở thành nơi mai táng của nhiều nghệ sĩ.
Người đầu tiên được mai táng tại chùa là nghệ sĩ Tư Út vào năm 1970. Ông mất ở Phnôm Pênh năm 1946, khi tuổi đời mới 36, đang đi hát cho đoàn Phụng Hảo và theo nguyện vọng của gia đình muốn được thờ phụng ở quê nhà. Khi ấy chùa Nghệ sĩ vẫn lấy tiêu chí "Tứ thân phụ mẫu" của nghệ sĩ làm chuẩn nên khi một nghệ sĩ qua đời, người thân của họ cũng được chôn cất tại nơi đây. Đến năm 1994, khi am thành chùa hoàn chỉnh thì tiêu chí này bị loại bỏ và từ đó đến nay chỉ có những nghệ sĩ mới được mai táng tại đây.

## Các nghệ sĩ được an táng tại chùa
Trong khuôn viên chùa có một nghĩa trang nghệ sĩ. Nhiều nghệ sĩ có danh tiếng cũng như ít được biết đến được an táng tại chùa sau khi qua đời. Có thể kể đến các nghệ sĩ như: NSND Năm Châu, NSND Phùng Há, NSND Ba Vân, NSND Út Trà Ôn, NSƯT Thanh Nga, NSƯT Hoàng Giang, NSƯT Trường Xuân, Bảy Cao, Đức Lợi, Khánh Linh, Quốc Hòa, Tô Kiều Lan, Thanh Thanh Hoa, Tấn Tài, NSƯT Minh Phụng, Lương Tuấn, Lê Vũ Cầu... và những soạn giả như: Điêu Huyền, Hoa Phượng, Hà Triều, Thu An...
Tại đây còn là nơi yên nghỉ của diễn viên điện ảnh Lê Công Tuấn Anh, cũng từng có thời gian hoạt động trên sân khấu kịch.
Không những chỉ an táng các nghệ sĩ cải lương từ trần trong nước, các nghệ sĩ người Việt từ trần từ nước ngoài cũng xin được mang hài cốt và hình ảnh về chùa Nghệ sĩ thờ cúng như: nghệ sĩ Tư Út, Hữu Phước và Hùng Cường...
Đây không chỉ là nơi an nghỉ của các nghệ sĩ mà còn là nơi an nghỉ của các thân nhân nghệ sĩ: như mẹ của nghệ sĩ ưu tú Kim Tử Long, con gái của nghệ sĩ nhân dân Ngọc Giàu...